# Кэмпбелл, Дженетт Морвен
Дженетт Морвен Кэмпбелл в замужестве Пепер (исп. Jeannette Morven Campbell (Peper); 8 марта 1916, Сен-Жан-де-Люз, департамент Атлантические Пиренеи, Франция — 15 января 2003, Буэнос-Айрес) — аргентинская пловчиха.

## Биография
Отец Дженетт, Джон Кэмпбелл был шотландцем, жившим в Аргентине. Во время визита в Европу в 1914 году семья Кэмпбеллов попала в горнило Первой мировой войны и не смогла вернуться в Южную Америку. Поэтому Дженетт Кэмпбелл родилась во Франции, но семье удалось вернуться в Аргентину вскоре после её рождения.
Дженетт тренировалась совместно со своей старшей сестрой Дороти, и быстро стала лучшей пловчихой в Аргентине. Хорошие результаты, продемонстрированные в 1935 году на южноамериканском чемпионате, принесли ей место в олимпийской команде Аргентины 1936 года, в которой Дженнетт была единственной женщиной.
На Олимпийских играх в Берлине 1936 года Кэмпбелл завоевала первую аргентинскую олимпийскую медаль по плаванию, заняв второе место. Её серебро было завоевано со временем 1.06,4, и этот результат продержался как южноамериканский рекорд в течение 28 лет. Кэмпбелл выиграла 12 южноамериканских турниров и 13 национальных чемпионатов. Она вышла замуж за пловца Роберто Пепера, и их дочь Сусанна была членом аргентинской олимпийской команды в 1964 году.